# Artur Francuz

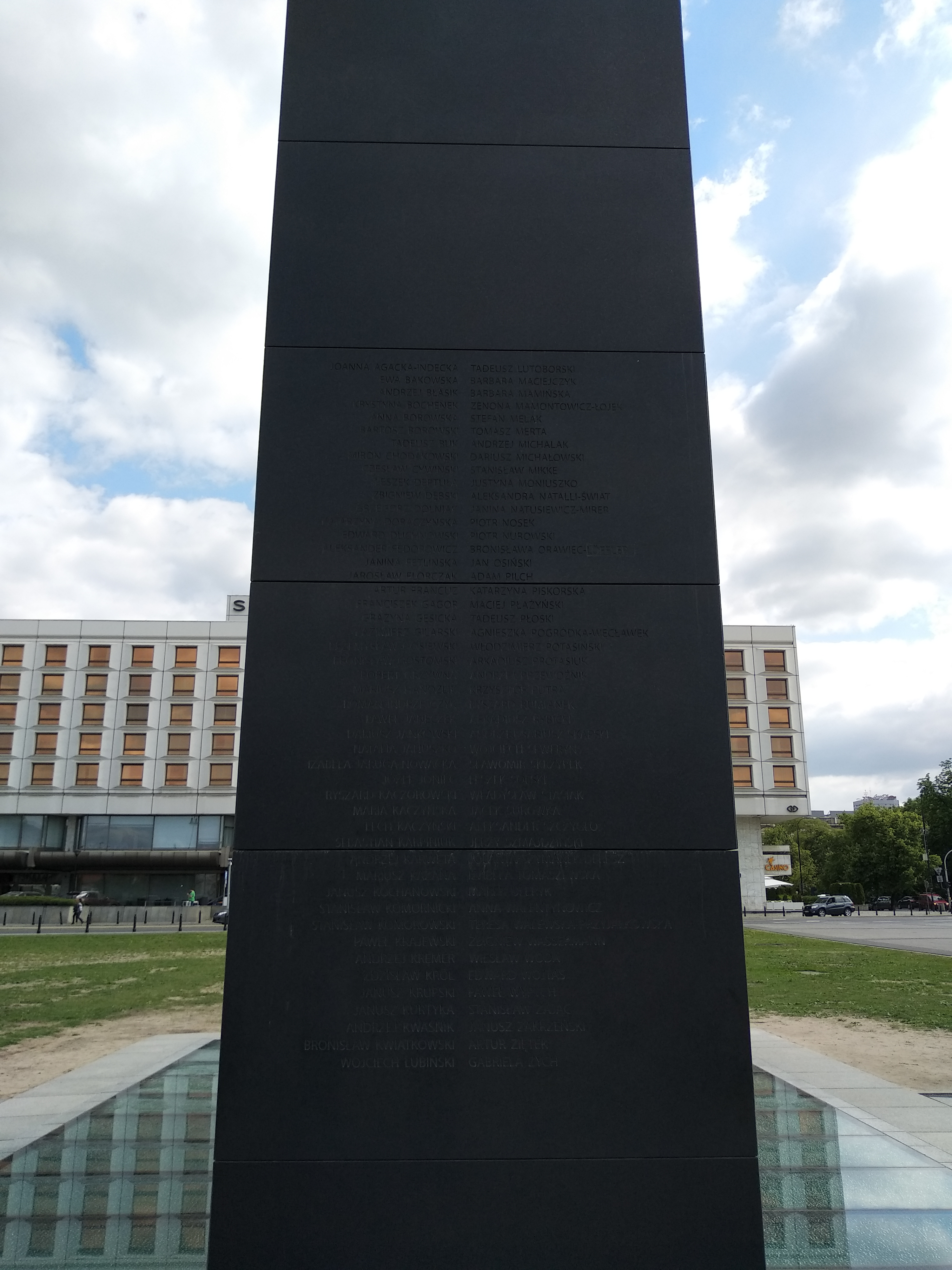
Artur Francuz upamiętniony na Pomniku Ofiar Tragedii Smoleńskiej 2010 roku w Warszawie

Artur Francuz (ur. 10 listopada 1971 w Warszawie, zm. 10 kwietnia 2010 w katastrofie pod Smoleńskiem) – podporucznik Biura Ochrony Rządu.

## Życiorys
Artur Francuz był absolwentem Szkoły Podstawowej nr 1 i Zespołu Szkół Zawodowych nr 2 w Mińsku Mazowieckim. W 1992 wstąpił do Biura Ochrony Rządu. Generał Mirosław Gawor przeznaczył Francuzowi rolę adiutanta ostatniego prezydenta RP na uchodźstwie Ryszarda Kaczorowskiego; podczas jego wizyt w Polsce był odpowiedzialny za jego ochronę, organizację wizyt od strony logistycznej, a także pełnił funkcję jego osobistego kierowcy.
Artur Francuz zginął 10 kwietnia 2010 w katastrofie polskiego samolotu Tu-154M w Smoleńsku w drodze na obchody 70. rocznicy zbrodni katyńskiej. Osierocił dwójkę dzieci – Olę i Marcina.
W mszy pogrzebowej odprawionej w Warszawie 21 kwietnia 2010 w katedrze polowej Wojska Polskiego uczestniczyli m.in. minister spraw wewnętrznych Jerzy Miller, szef BOR gen. Marian Janicki oraz wdowa po prezydencie Kaczorowskim Karolina Kaczorowska, a list kondolencyjny przysłał m.in. były prezydent Lech Wałęsa. Po uroczystości zwłoki por. Francuza zostały pochowane tego samego dnia na cmentarzu parafialnym w Komorowie.
Pośmiertnie został odznaczony Krzyżem Kawalerskim Orderu Odrodzenia Polski oraz Odznaką Honorową BOR, a pełniący obowiązki prezydenta Bronisław Komorowski awansował go, również pośmiertnie, na stopień podporucznika.